# 1956年の市町村合併
1956年の市町村合併（1956ねんのしちょうそんがっぺい）では1956年に行われた日本の市町村合併の一覧を載せる。

## 1月
- 1月1日
  - 石川県金沢市+ 石川郡 押野村 = 金沢市（編入）
  - 静岡県磐田市+ 磐田郡 岩田村 = 磐田市（編入）
  - 静岡県御殿場市+ 駿東郡 高根村 = 御殿場市（編入）
  - 奈良県吉野郡 下市町+ 秋野村 = 吉野郡下市町（編入）
- 1月10日
  - 島根県八束郡 大芦村+ 加賀村+ 野波村 = 八束郡島根村（新設）
- 1月15日
  - 広島県世羅郡 世羅町+ 津久志村 = 世羅郡世羅町（編入）
- 1月25日
  - 秋田県平鹿郡 大森町+ 川西村 = 平鹿郡大森町（新設）

## 2月
- 2月1日
  - 東京都三宅村+ 阿古村+ 坪田村 = 三宅村（新設）
  - 岡山県英田郡 英田町+ 勝田郡 公文村の一部 = 英田郡英田町（編入）
  - 岡山県英田郡 美作町+ 勝田郡 公文村の一部 = 英田郡美作町（編入）
  - 大分県南海部郡 明治村+ 上野村+ 切畑村 = 南海部郡昭和村（新設）
- 2月11日
  - 奈良県高市郡 畝傍町+ 鴨公村+ 八木町+ 今井町+ 真菅村+ 磯城郡 耳成村 = 橿原市（新設/市制）
- 2月15日
  - 茨城県鹿島郡 神栖村+ 若松村の一部 = 鹿島郡神栖村（編入）
  - 茨城県鹿島郡 波崎町+ 若松村の一部 = 鹿島郡波崎町（編入）
- 2月20日
  - 岡山県西大寺市+ 邑久郡 大宮村 = 西大寺市（編入）

## 3月
- 3月3日
  - 島根県八束郡 恵曇町+ 講武村+ 御津村+ 佐太村 = 八束郡鹿島町（新設）
- 3月15日
  - 鳥取県八頭郡 八東村+ 安部村 = 八頭郡八頭村（新設）
- 3月25日
  - 千葉県市原郡 三和町+ 海上村 = 市原郡三和町（新設）
- 3月30日
  - 和歌山県東牟婁郡 古座町+ 西向町+ 田原村 = 東牟婁郡古座町（新設）
  - 高知県香美郡 美良布町+ 暁霞村 = 香美郡大宮町（新設）
- 3月31日
  - 茨城県多賀郡 南中郷村+ 磯原町+ 関南村+ 大津町+ 平潟町+ 関本村 = 北茨城市（新設/市制/改称）
  - 埼玉県秩父郡 小鹿野町+ 三田川村+ 倉尾村 = 秩父郡小鹿野町（新設）
  - 新潟県古志郡 種苧原村+ 太田村+ 竹沢村+ 東竹沢村 = 古志郡山古志村（新設）
  - 新潟県小千谷市+ 三島郡 片貝町 = 小千谷市（編入）
  - 静岡県賀茂郡 仁科村+ 田子村 = 賀茂郡西伊豆町（新設/町制）
  - 兵庫県有馬郡 藍村+ 本庄村 = 有馬郡相野町（新設/町制）
  - 和歌山県那賀郡 池田村+ 田中村 = 那賀郡打田町（新設/町制）
  - 和歌山県日高郡 寒川村+ 川上村 = 日高郡美山村（新設）
  - 和歌山県東牟婁郡 高池町+ 明神村+ 小川村+ 三尾川村+ 七川村 = 東牟婁郡古座川町（新設）
  - 和歌山県有田郡 湯浅町+ 田栖川村 = 有田郡湯浅町（編入）
  - 岡山県吉備郡 足守町+ 大井村+ 日近村+ 岩田村+ 福谷村 = 吉備郡足守町（新設）
  - 広島県豊田郡 久友村+ 大長村+ 御手洗町 = 豊田郡豊町（新設）
  - 広島県安芸郡 温品村+ 安佐郡 福木村 = 安芸郡安芸町（新設/町制）
  - 広島県山県郡 吉坂村+ 原村+ 都谷村 = 山県郡豊平町（新設/町制）
  - 広島県三原市+ 豊田郡 高坂村 = 三原市（編入）
  - 広島県神石郡 油木町+ 仙養村 = 神石郡油木町（新設）
  - 愛媛県越智郡 上朝倉村+ 下朝倉村 = 越智郡朝倉村（新設）

## 4月
- 4月1日
  - 宮城県登米郡 石森町+ 宝江村+ 上沼村+ 浅水村 = 登米郡中田町（新設）
  - 宮城県仙台市+ 名取郡 生出村 = 仙台市（編入）
  - 宮城県柴田郡 船岡町+ 槻木町 = 柴田郡柴田町（新設）
  - 秋田県南秋田郡 潟西村+ 払戸村 = 南秋田郡琴浜村（新設）
  - 山形県山形市+ 東村山郡 大曽根村 = 山形市（編入）
  - 茨城県水海道市+ 北相馬郡 内守谷村+ 菅生村 = 水海道市（編入）
  - 茨城県猿島郡 富里村+ 沓掛町 = 猿島郡猿島町（新設/改称）
  - 埼玉県川口市+ 北足立郡 安行村 = 川口市（編入）
  - 埼玉県北足立郡 野田村+ 大門村+ 戸塚村 = 北足立郡美園村（新設）
  - 神奈川県足柄上郡 相和村+ 金田村+ 曾我村の一部 = 足柄上郡大井町（新設/町制）
  - 神奈川県小田原市+ 足柄上郡 曾我村の一部 = 小田原市（編入）
  - 神奈川県中郡 大野町+ 豊田村 = 中郡大野町（編入）
  - 新潟県南魚沼郡 東村+ 大崎村+ 浦佐村+ 藪神村 = 南魚沼郡大和村（新設）
  - 新潟県中頸城郡 板倉村+ 寺野村 = 中頸城郡板倉村（編入）
  - 岐阜県郡上郡 白鳥町+ 牛道村+ 北濃村 = 郡上郡白鳥町（新設）
  - 岐阜県山県郡 春近村+ 山県村+ 厳美村の一部 = 山県郡三輪村（新設）
  - 岐阜県稲葉郡 芥見村+ 山県郡 厳美村の一部 = 稲葉郡芥見村（編入）
  - 岐阜県吉城郡 古川町+ 細江村+ 小鷹利村 = 吉城郡古川町（新設）
  - 岐阜県揖斐郡 大野町+ 鶯村 = 揖斐郡大野町（編入）
  - 静岡県浜名郡 浜名町+ 北浜村+ 中瀬村+ 赤佐村+ 引佐郡 麁玉村 = 浜名郡浜北町（新設）
  - 愛知県南設楽郡 長篠村+ 鳳来寺村+ 八名郡 大野町+ 七郷村 = 南設楽郡鳳来町（新設）
  - 愛知県海部郡 蟹江町+ 永和村の一部 = 海部郡蟹江町（編入）
  - 愛知県海部郡 十四山村+ 永和村の一部 = 海部郡十四山村（編入）
  - 愛知県海部郡 佐屋町+ 永和村の一部 = 海部郡佐屋町（編入）
  - 愛知県津島市+ 海部郡 永和村の一部 = 津島市（編入）
  - 大阪府北河内郡 南郷村+ 住道町+ 四条町 = 大東市（新設/市制）
  - 兵庫県宍粟郡 神戸村+ 染河内村+ 下三方村 = 宍粟郡一宮町（新設/町制）
  - 兵庫県津名郡 一宮町+ 山田村 = 津名郡一宮町（編入）
  - 兵庫県津名郡 釜口村+ 仮屋町+ 浦村+ 岩屋町 = 津名郡淡路町（新設）
  - 奈良県北葛城郡 五位堂村+ 下田村+ 二上村+ 志都美村 = 北葛城郡香芝町（新設/町制）
  - 奈良県北葛城郡 磐城村+ 當麻村 = 北葛城郡當麻村（新設）
  - 島根県出雲市+ 簸川郡 神西村+ 神門村+ 長浜村 = 出雲市（編入）
  - 島根県大原郡 大東町+ 海潮村 = 大原郡大東町（編入）
  - 岡山県児島市+ 児島郡 琴浦町 = 児島市（新設）
  - 岡山県上房郡 有漢村+ 上有漢村 = 上房郡有漢町（新設/町制）
  - 岡山県玉島市+ 吉備郡 穂井田村の一部 = 玉島市（編入）
  - 岡山県吉備郡 真備町+ 穂井田村の一部 = 吉備郡真備町（編入）
  - 広島県高田郡 横田村+ 本村+ 北村+ 生桑村 = 高田郡美土里町（新設/町制）
  - 広島県高田郡 甲立町+ 小田村 = 高田郡甲田町（新設）
  - 広島県広島市+ 安芸郡 中山村 = 広島市（編入）
  - 福岡県筑紫郡 南畑村+ 岩戸村+ 安徳村 = 筑紫郡那珂川町（新設/町制）
  - 佐賀県杵島郡 北方町+ 橋下村の一部 = 杵島郡北方町（編入）
  - 佐賀県杵島郡 白石町+ 橋下村の一部 = 杵島郡白石町（編入）
  - 熊本県八代市+ 八代郡 昭和村 = 八代市（編入）
  - 熊本県天草郡 河浦町+ 宮野河内村 = 天草郡河浦町（編入）
  - 大分県別府市+ 速見郡 南端村の一部 = 別府市（編入）
  - 大分県速見郡 日出町+ 南端村の一部 = 速見郡日出町（編入）
  - 宮崎県南那珂郡 南郷町+ 榎原村の一部 = 南那珂郡南郷町（編入）
  - 宮崎県日南市+ 南那珂郡 酒谷村+ 榎原村の一部 = 日南市（編入）
  - 鹿児島県囎唹郡 市成村+ 肝属郡 百引村 = 囎唹郡輝北町（新設/町制）
- 4月3日
  - 兵庫県神崎郡 船津村+ 山田村+ 豊富村 = 神崎郡神南町（新設/町制）
- 4月10日
  - 千葉県銚子市+ 海上郡 豊岡村 = 銚子市（編入）
- 4月30日
  - 福島県安達郡 本宮町+ 岩根村 = 安達郡本宮町（編入）

## 5月
- 5月1日
  - 福島県双葉郡 浪江町+ 大堀村+ 苅野村+ 津島村 = 双葉郡浪江町（新設）
  - 福島県北会津郡 荒館村+ 川南村 = 北会津郡北会津村（新設）
  - 長野県小県郡 西塩田村+ 別所村+ 東塩田村+ 中塩田村 = 小県郡塩田町（新設/町制）
  - 熊本県菊池郡 旭野村+ 北合志村 = 菊池郡旭志村（新設）
- 5月3日
  - 山梨県中巨摩郡 御影村+ 田之岡村 = 中巨摩郡八田村（新設）
  - 山梨県東八代郡 八代村+ 御所村 = 東八代郡八代町（新設/町制）
  - 三重県多気郡 荻原村+ 領内村 = 多気郡宮川村（新設）
  - 滋賀県東浅井郡 浅井町+ 上草野村 = 東浅井郡浅井町（編入）
  - 兵庫県神崎郡 田原村+ 八千種村+ 福崎町 = 神崎郡福崎町（新設）
  - 奈良県北葛城郡 新庄町+ 南葛城郡 忍海村 = 北葛城郡新庄町（編入）
  - 奈良県吉野郡 上市町+ 吉野町+ 中荘村+ 国樔村+ 中龍門村+ 龍門村 = 吉野郡吉野町（新設）

## 6月
- 6月1日
  - 山形県山形市+ 東村山郡 山寺村の一部 = 山形市（編入）
  - 山形県東村山郡 豊栄村+ 山寺村の一部 = 東村山郡豊栄村（編入）
  - 長野県更級郡 信田村+ 更府村 = 更級郡信更村（新設）
  - 静岡県賀茂郡 松崎町+ 岩科村 = 賀茂郡松崎町（編入）
  - 静岡県小笠郡 横須賀町+ 大淵村 = 小笠郡大須賀町（新設）
  - 愛媛県西宇和郡 三机村+ 四ツ浜村 = 西宇和郡瀬戸町（新設/町制）
  - 高知県吾川郡 小川村+ 清水村+ 下八川村+ 上八川村 = 吾川郡吾北村（新設）
  - 長崎県東彼杵郡 下波佐見村+ 上波佐見町 = 東彼杵郡波佐見町（新設）
  - 長崎県南松浦郡 青方町+ 浜ノ浦村 = 南松浦郡上五島町（新設）
  - 熊本県天草郡 楠甫村+ 大浦村+ 須子村+ 赤崎村+ 上津浦村+ 下津浦村+ 島子村 = 天草郡有明村（新設）
- 6月5日
  - 秋田県雄勝郡 川連町+ 駒形村 = 雄勝郡川連町（新設）
- 6月10日
  - 島根県飯石郡 須佐村+ 簸川郡 窪田村 = 簸川郡佐田村（新設）
- 6月15日
  - 秋田県鹿角郡 曙村+ 宮川村 = 鹿角郡八幡平村（新設）

## 7月
- 7月1日
  - 千葉県市原郡 五井町+ 市原村の一部 = 市原郡五井町（編入）
  - 千葉県市原郡 市原町+ 市原村の一部 = 市原郡市原町（編入）
  - 愛知県北設楽郡 東栄町+ 三輪村の一部 = 北設楽郡東栄町（編入）
  - 愛知県南設楽郡 鳳来町+ 北設楽郡 三輪村の一部 = 南設楽郡鳳来町（編入）
  - 京都府中郡 大宮町+ 五十河村 = 中郡大宮町（編入）
  - 兵庫県宍粟郡 安師村+ 富栖村 = 宍粟郡安富町（新設/町制）
  - 和歌山県西牟婁郡 川添村+ 三舞村+ 日置町 = 西牟婁郡日置川町（新設）
  - 山口県豊浦郡 豊浦町+ 小串町 = 豊浦郡豊浦町（編入）
  - 香川県坂出市+ 綾歌郡 松山村+ 王越村 = 坂出市（編入）
  - 佐賀県杵島郡 白石町+ 北有明村 = 杵島郡白石町（編入）
  - 熊本県上益城郡 朝日村+ 小峰村 = 上益城郡清和村（新設）
- 7月3日
  - 奈良県高市郡 阪合村+ 高市村+ 飛鳥村 = 高市郡明日香村（新設）
  - 奈良県橿原市+ 高市郡 金橋村+ 新沢村 = 橿原市（編入）
- 7月10日
  - 鳥取県米子市+ 西伯郡 春日村 = 米子市（編入）
- 7月15日
  - 宮崎県北諸県郡 庄内町+ 西岳村 = 北諸県郡荘内町（新設）
- 7月20日
  - 山口県柳井市+ 熊毛郡 阿月村 = 柳井市（編入）

## 8月
- 8月1日
  - 茨城県東茨城郡 竹原村+ 堅倉村 = 東茨城郡美野里村（新設/改称）
  - 茨城県真壁郡 関本町+ 河内村+ 黒子村 = 真壁郡関城町（新設）
  - 埼玉県秩父郡 吉田町+ 上吉田村 = 秩父郡吉田町（新設）
  - 埼玉県秩父郡 大河原村+ 槻川村 = 秩父郡東秩父村（新設）
  - 長野県南佐久郡 中込町+ 平賀村+ 内山村 = 南佐久郡中込町（新設）
  - 静岡県小笠郡 大坂村+ 千浜村 = 小笠郡大浜町（新設/町制）
  - 静岡県駿東郡 小山町+ 北郷村 = 駿東郡小山町（編入）
  - 三重県飯南郡 粥見町+ 柿野町 = 飯南郡飯南町（新設）
  - 三重県飯南郡 宮前村+ 川俣村+ 森村+ 波瀬村 = 飯南郡飯高町（新設/町制）
  - 京都府相楽郡 上狛町+ 高麗村+ 棚倉村 = 相楽郡山城町（新設）
  - 兵庫県養父郡 関宮村+ 美方郡 熊次村 = 養父郡関宮町（新設/町制）
  - 奈良県宇陀郡 宇太町+ 宇賀志村 = 宇陀郡菟田野町（新設）
  - 和歌山県日高郡 川中村+ 船着村 = 日高郡中津村（新設）
  - 和歌山県那賀郡 安楽川町+ 調月村+ 奥安楽川村 = 那賀郡桃山町（新設）
  - 島根県那賀郡 雲城村+ 今福村+ 波佐村 = 那賀郡金城村（新設）
  - 島根県那賀郡 安城村+ 杵束村 = 那賀郡弥栄村（新設）
  - 香川県綾歌郡 坂本村+ 法勲寺村 = 綾歌郡飯山町（新設/町制）
  - 熊本県菊池郡 平真城村+ 大津町+ 陣内村+ 瀬田村の一部+ 護川村の一部+ 阿蘇郡 錦野村の一部 = 菊池郡大津町（新設）
  - 熊本県阿蘇郡 長陽村+ 菊池郡 瀬田村の一部 = 阿蘇郡長陽村（編入）
  - 熊本県菊池郡 旭志村+ 護川村の一部 = 菊池郡旭志村（編入）
  - 熊本県阿蘇郡 山西村+ 錦野村の一部 = 阿蘇郡山西村（編入）
  - 宮崎県西臼杵郡 鞍岡村+ 三ヶ所村 = 西臼杵郡五ヶ瀬町（新設/町制）
- 8月25日
  - 岐阜県益田郡 萩原町+ 川西村+ 大野郡 山之口村 = 益田郡萩原町（新設）

## 9月
- 9月1日
  - 青森県青森市+ 東津軽郡 後潟村 = 青森市（編入）
  - 福島県田村郡 御館村+ 宮城村 = 田村郡中田村（新設）
  - 福島県双葉郡 龍田村+ 木戸村 = 双葉郡楢葉町（新設/町制）
  - 茨城県久慈郡 小里村+ 賀美村 = 久慈郡里美村（新設）
  - 栃木県塩谷郡 塩原町+ 箒根村 = 塩谷郡塩原町（新設）
  - 群馬県勢多郡 横野村+ 敷島村 = 勢多郡赤城村（新設）
  - 千葉県安房郡 丸山町+ 南三原村の一部 = 安房郡丸山町（編入）
  - 千葉県安房郡 和田町+ 南三原村の一部 = 安房郡和田町（編入）
  - 神奈川県高座郡 大和町+ 渋谷村 = 高座郡大和町（編入）
  - 新潟県中魚沼郡 仙田村+ 千手町+ 橘村+ 上野村 = 中魚沼郡川西町（新設）
  - 新潟県南魚沼郡 六日町+ 五十沢村+ 城内村+ 大巻村 = 南魚沼郡六日町（新設）
  - 岐阜県揖斐郡 谷汲村+ 長瀬村 = 揖斐郡谷汲村（新設）
  - 静岡県磐田郡 袋井町+ 田原村の一部 = 磐田郡袋井町（編入）
  - 静岡県磐田市+ 磐田郡 田原村の一部 = 磐田市（編入）
  - 三重県桑名市+ 桑名郡 城南村 = 桑名市（編入）
  - 滋賀県坂田郡 醒井村+ 息郷村+ 米原町 = 坂田郡米原町（新設）
  - 滋賀県坂田郡 春照村+ 伊吹村+ 東浅井郡 東草野村 = 坂田郡伊吹村（新設）
  - 大阪府泉北郡 和泉町+ 北池田村+ 南池田村+ 北松尾村+ 南松尾村+ 横山村+ 南横山村 = 和泉市（新設/市制）
  - 奈良県北葛城郡 広陵町+ 箸尾町 = 北葛城郡広陵町（編入）
  - 奈良県南葛城郡 葛城村+ 吐田郷村 = 南葛城郡葛上村（新設）
  - 奈良県磯城郡 桜井町+ 大福村+ 香久山村 = 桜井市（編入/市制）
  - 和歌山県和歌山市+ 海草郡 西脇町+ 和佐村+ 安原村+ 西山東村+ 東山東村 = 和歌山市（編入）
  - 広島県山県郡 戸河内町+ 上殿村 = 山県郡戸河内町（新設）
  - 広島県賀茂郡 川上村+ 原村+ 吉川村 = 賀茂郡八本松町（新設/町制）
  - 愛媛県温泉郡 北吉井村+ 南吉井村+ 拝志村 = 温泉郡重信町（新設/町制）
  - 愛媛県周桑郡 丹原町+ 田野村+ 中川村の一部 = 周桑郡丹原町（新設）
  - 愛媛県温泉郡 川内村+ 周桑郡 中川村の一部 = 温泉郡川内町（編入/町制）
  - 高知県幡多郡 大方町+ 白田川村 = 幡多郡大方町（新設）
  - 佐賀県藤津郡 塩田町+ 久間村+ 五町田村 = 藤津郡塩田町（新設）
  - 長崎県西彼杵郡 崎戸町+ 江島村+ 平島村 = 西彼杵郡崎戸町（編入）
  - 長崎県南高来郡 多比良町+ 土黒村 = 南高来郡国見町（新設）
  - 熊本県球磨郡 川村+ 四浦村 = 球磨郡相良村（新設）
  - 熊本県水俣市+ 葦北郡 久木野村 = 水俣市（編入）
  - 熊本県菊池郡 隈府町+ 河原村+ 水源村+ 龍門村+ 迫間村+ 菊池村+ 花房村+ 戸崎村 = 菊池郡菊池町（新設）
  - 鹿児島県川辺郡 川辺町+ 勝目村 = 川辺郡川辺町（新設）
  - 鹿児島県大島郡 西方村+ 実久村+ 鎮西村+ 古仁屋町 = 大島郡瀬戸内町（新設）
- 9月8日
  - 香川県大川郡 津田町+ 鶴羽村 = 大川郡津田町（新設）
- 9月10日
  - 鹿児島県大島郡 喜界町+ 早町村 = 大島郡喜界町（新設）
- 9月15日
  - 北海道利尻郡 沓形町+ 仙法志村 = 利尻郡利尻町（新設）
- 9月16日
  - 香川県大川郡 造田村+ 長尾町 = 大川郡長尾町（新設）
- 9月20日
  - 北海道礼文郡 香深村+ 船泊村 = 礼文郡礼文村（新設）
  - 秋田県平鹿郡 浅舞町+ 吉田村 = 平鹿郡平鹿町（新設）
  - 茨城県日立市+ 多賀郡 豊浦町 = 日立市（編入）
  - 長野県小県郡 田中町+ 禰津村+ 和村 = 小県郡東部町（新設）
  - 長野県下伊那郡 大島村+ 上伊那郡 上片桐村 = 下伊那郡松川町（新設/町制）
  - 京都府宮津市+ 加佐郡 由良村 = 宮津市（編入）
  - 長崎県北高来郡 深海村+ 小江村+ 湯江町 = 北高来郡高来町（新設）
- 9月21日
  - 愛媛県南宇和郡 城辺町+ 東外海町 = 南宇和郡城辺町（新設）
  - 熊本県天草郡 福連木村+ 下田村+ 高浜村+ 大江村 = 天草郡天草町（新設/町制）
- 9月23日
  - 愛媛県越智郡 大三島町+ 岡山村 = 越智郡大三島町（新設）
- 9月25日
  - 滋賀県東浅井郡 大郷村+ 竹生村 = 東浅井郡びわ村（新設）
  - 長崎県南高来郡 大正村+ 西郷村 = 南高来郡瑞穂村（新設）
  - 長崎県南松浦郡 若松村+ 日島村 = 南松浦郡若松町（新設/町制）
- 9月26日
  - 岐阜県羽島郡 八剣村+ 上羽栗村 = 羽島郡岐南村（新設）
  - 岐阜県羽島郡 柳津村+ 稲葉郡 佐波村 = 羽島郡柳津町（編入/町制）
- 9月28日
  - 埼玉県南埼玉郡 八幡村+ 潮止村+ 八条村の一部 = 南埼玉郡八潮村（新設）
  - 埼玉県北足立郡 草加町+ 南埼玉郡 八条村の一部 = 北足立郡草加町（編入）
  - 愛媛県西条市+ 新居郡 加茂村+ 大保木村 = 西条市（編入）
- 9月29日
  - 茨城県那珂郡 檜沢村+ 嶐郷村 = 那珂郡美和村（新設）
  - 茨城県那珂郡 小瀬村+ 八里村 = 那珂郡緒川村（新設）
  - 茨城県東茨城郡 御前山村+ 那珂郡 長倉村 = 東茨城郡御前山村（新設）
  - 岐阜県武儀郡 東武芸村+ 南武芸村の一部 = 武儀郡武芸村（新設）
  - 岐阜県関市+ 武儀郡 南武芸村の一部 = 関市（編入）
  - 香川県綾歌郡 造田村+ 美合村 = 綾歌郡琴南村（新設）
- 9月30日
  - 北海道浦河郡 浦河町+ 荻伏村 = 浦河郡浦河町（編入）
  - 北海道美国郡 美国町+ 積丹郡 入舸村+ 余別村 = 積丹郡積丹町（新設）
  - 北海道利尻郡 鬼脇村+ 鴛泊村 = 利尻郡東利尻村（新設）
  - 北海道島牧郡 東島牧村+ 西島牧村 = 島牧郡島牧村（新設）
  - 北海道空知郡 富良野町+ 東山村 = 空知郡富良野町（新設）
  - 北海道北見市+ 常呂郡 相内村 = 北見市（編入）
  - 北海道常呂郡 佐呂間町+ 若佐村 = 常呂郡佐呂間町（新設）
  - 北海道上川郡 清水町+ 河西郡 御影村 = 上川郡清水町（編入）
  - 北海道留萌郡 小平村+ 鬼鹿村 = 留萌郡小平村（編入）
  - 青森県南津軽郡 浪岡町+ 北津軽郡 七和村の一部 = 南津軽郡浪岡町（編入）
  - 青森県五所川原市+ 北津軽郡 七和村の一部 = 五所川原市（編入）
  - 岩手県気仙郡 綾里村+ 越喜来村+ 吉浜村 = 気仙郡三陸村（新設）
  - 岩手県岩手郡 大更村+ 田頭村+ 平館村+ 寺田村 = 岩手郡西根村（新設）
  - 岩手県二戸郡 荒沢村+ 田山村 = 二戸郡安代町（新設/町制）
  - 岩手県下閉伊郡 岩泉町+ 大川村+ 小本村+ 安家村+ 有芸村 = 下閉伊郡岩泉町（新設）
  - 岩手県西磐井郡 花泉町+ 金沢村 = 西磐井郡花泉町（編入）
  - 岩手県東磐井郡 千厩町+ 奥玉村+ 小梨村+ 磐清水村 = 東磐井郡千厩町（新設）
  - 岩手県東磐井郡 薄衣村+ 門崎村 = 東磐井郡川崎村（新設）
  - 宮城県柴田郡 大河原町+ 金ヶ瀬村 = 柴田郡大河原町（新設）
  - 宮城県登米郡 米川村+ 錦織村 = 登米郡日高村（新設）
  - 秋田県南秋田郡 一日市町+ 面潟村 = 南秋田郡八郎潟町（新設）
  - 秋田県南秋田郡 昭和町+ 豊川村 = 南秋田郡昭和町（新設）
  - 秋田県北秋田郡 米内沢町+ 前田村 = 北秋田郡森吉町（新設）
  - 秋田県北秋田郡 早口町+ 山瀬村 = 北秋田郡田代町（新設）
  - 秋田県北秋田郡 鷹巣町+ 七日市村+ 綴子村 = 北秋田郡鷹巣町（編入）
  - 秋田県鹿角郡 花輪町+ 柴平村 = 鹿角郡花輪町（新設）
  - 秋田県鹿角郡 十和田町+ 大湯町 = 鹿角郡十和田町（新設）
  - 秋田県河辺郡 種平村+ 戸米川村+ 大正寺村 = 河辺郡雄和村（新設）
  - 秋田県由利郡 岩谷村+ 下川大内村+ 上川大内村 = 由利郡大内村（新設）
  - 秋田県雄勝郡 稲庭町+ 川連町+ 三梨村 = 雄勝郡稲庭川連町（新設）
  - 秋田県仙北郡 飯詰村+ 金沢西根村 = 仙北郡仙南村（新設）
  - 秋田県仙北郡 西明寺村+ 檜木内村 = 仙北郡西木村（新設）
  - 秋田県仙北郡 生保内町+ 神代村+ 田沢村 = 仙北郡田沢湖町（新設）
  - 秋田県横手市+ 仙北郡 金沢町 = 横手市（編入）
  - 山形県新庄市+ 最上郡 八向村 = 新庄市（編入）
  - 山形県最上郡 真室川町+ 安楽城村+ 及位村 = 最上郡真室川町（新設）
  - 福島県信夫郡 野田村+ 大庭村+ 水保村 = 信夫郡吾妻村（新設）
  - 福島県福島市+ 信夫郡 佐倉村 = 福島市（編入）
  - 福島県伊達郡 伏黒村+ 伊達町 = 伊達郡伏黒村（編入）
  - 福島県原町市+ 相馬郡 石神村 = 原町市（編入）
  - 福島県相馬郡 大舘村+ 飯曾村 = 相馬郡飯舘村（新設）
  - 茨城県稲敷郡 桜川村+ 阿波村 = 稲敷郡桜川村（編入）
  - 茨城県筑波郡 筑波町+ 作岡村 = 筑波郡筑波町（編入）
  - 茨城県筑波郡 豊里町+ 吉沼村の一部 = 筑波郡豊里町（編入）
  - 茨城県筑波郡 大穂町+ 吉沼村の一部 = 筑波郡大穂町（編入）
  - 茨城県久慈郡 水府村+ 天下野村+ 高倉村 = 久慈郡水府村（新設）
  - 栃木県安蘇郡 田沼町+ 新合村+ 飛駒村 = 安蘇郡田沼町（編入）
  - 栃木県下都賀郡 間々田町+ 寒川村 = 下都賀郡間々田町（編入）
  - 栃木県下都賀郡 瑞穂村+ 水代村+ 富山村 = 下都賀郡大平村（新設）
  - 栃木県下都賀郡 桑村+ 絹村 = 下都賀郡桑絹村（新設）
  - 栃木県下都賀郡 岩舟村+ 小野寺村+ 静和村 = 下都賀郡岩舟村（新設）
  - 群馬県群馬郡 京ヶ島村+ 滝川村 = 群馬郡群南村（新設）
  - 群馬県高崎市+ 群馬郡 大類村+ 多野郡 八幡村 = 高崎市（編入）
  - 群馬県新田郡 木崎町+ 生品村+ 綿打村 = 新田郡新田町（新設）
  - 群馬県利根郡 東村+ 赤城根村 = 利根郡利根村（新設）
  - 埼玉県入間郡 鶴瀬村+ 南畑村+ 北足立郡 水谷村 = 入間郡富士見村（新設）
  - 埼玉県入間郡 日高町+ 高萩村 = 入間郡日高町（編入）
  - 埼玉県飯能市+ 入間郡 吾野村+ 東吾野村+ 原市場村 = 飯能市（編入）
  - 埼玉県入間郡 豊岡町+ 金子村+ 宮寺村+ 藤沢村+ 西武町の一部 = 入間郡武蔵町（新設）
  - 埼玉県秩父郡 影森村+ 浦山村 = 秩父郡影森町（編入/町制）
  - 埼玉県北葛飾郡 東和村+ 彦成村+ 早稲田村 = 北葛飾郡三郷村（新設）
  - 千葉県長生郡 本納町+ 豊岡村 = 長生郡本納町（新設）
  - 神奈川県足柄下郡 真鶴町+ 岩村 = 足柄下郡真鶴町（新設）
  - 神奈川県平塚市+ 中郡 大野町+ 神田村+ 城島村+ 金田村+ 土沢村+ 岡崎村の一部 = 平塚市（編入）
  - 神奈川県愛甲郡 煤ヶ谷村+ 宮ヶ瀬村 = 愛甲郡清川村（新設）
  - 神奈川県足柄下郡 湯本町+ 温泉村+ 宮城野村+ 仙石原村+ 箱根町 = 足柄下郡箱根町（新設）
  - 神奈川県愛甲郡 愛川町+ 中津村 = 愛甲郡愛川町（編入）
  - 神奈川県厚木市+ 愛甲郡 荻野村 = 厚木市（編入）
  - 神奈川県中郡 伊勢原町+ 岡崎村の一部 = 中郡伊勢原町（編入）
  - 新潟県栃尾市+ 古志郡 中野俣村+ 半蔵金村 = 栃尾市（編入）
  - 新潟県見附市+ 南蒲原郡 今町 = 見附市（編入）
  - 新潟県刈羽郡 上条村+ 野田村+ 鵜川村 = 刈羽郡黒姫村（新設）
  - 新潟県刈羽郡 石地町+ 内郷村 = 刈羽郡朝日町（新設）
  - 新潟県佐渡郡 相川町+ 高千村+ 外海府村 = 佐渡郡相川町（新設）
  - 新潟県北蒲原郡 笹岡村+ 神山村 = 北蒲原郡笹神村（新設）
  - 新潟県南魚沼郡 塩沢町+ 中之島村 = 南魚沼郡塩沢町（新設）
  - 新潟県新井市+ 中頸城郡 水原村 = 新井市（編入）
  - 新潟県北魚沼郡 須原村+ 上条村 = 北魚沼郡守門村（新設）
  - 新潟県三島郡 宮本村+ 大積村 = 三島郡二和村（新設）
  - 新潟県南蒲原郡 福島村+ 大面村 = 南蒲原郡栄村（新設）
  - 新潟県北蒲原郡 中条町+ 乙村 = 北蒲原郡中条町（新設）
  - 新潟県刈羽郡 小国村+ 上小国村 = 刈羽郡小国町（新設/町制）
  - 新潟県柏崎市+ 刈羽郡 中通村の一部 = 柏崎市（編入）
  - 新潟県刈羽郡 刈羽村+ 中通村の一部 = 刈羽郡刈羽村（編入）
  - 新潟県刈羽郡 北条村+ 中通村の一部 = 刈羽郡北条村（編入）
  - 新潟県三島郡 三島町+ 日吉村の一部 = 三島郡三島町（編入）
  - 新潟県三島郡 関原町+ 日吉村の一部 = 三島郡関原町（編入）
  - 新潟県中頸城郡 妙高々原村+ 杉野沢村 = 中頸城郡妙高々原町（新設/町制）
  - 新潟県中魚沼郡 中里村+ 貝野村の一部 = 中魚沼郡中里村（編入）
  - 新潟県中魚沼郡 水沢村+ 貝野村の一部 = 中魚沼郡水沢村（編入）
  - 石川県鳳至郡 門前町+ 劔地村 = 鳳至郡門前町（編入）
  - 石川県石川郡 松任町+ 郷村の一部 = 石川郡松任町（編入）
  - 石川県石川郡 野々市町+ 郷村の一部 = 石川郡野々市町（編入）
  - 石川県羽咋郡 羽咋町+ 邑知町+ 鹿島郡 余喜村+ 鹿島路村 = 羽咋郡羽咋町（新設）
  - 石川県鳳至郡 能都町+ 鵜川町 = 鳳至郡能都町（編入）
  - 石川県鹿島郡 能登部町+ 金丸村 = 鹿島郡鹿西町（新設）
  - 石川県輪島市+ 鳳至郡 町野町 = 輪島市（編入）
  - 石川県小松市+ 能美郡 金野村+ 西尾村+ 新丸村+ 大杉谷村+ 国府村の一部 = 小松市（編入）
  - 石川県能美郡 寺井野町+ 粟生村+ 吉田村の一部+ 久常村の一部 = 能美郡寺井町（新設）
  - 石川県能美郡 根上町+ 吉田村の一部 = 能美郡根上町（編入）
  - 石川県能美郡 山上村+ 久常村の一部+ 国府村の一部 = 能美郡辰口町（新設/町制）
  - 福井県吉田郡 東藤島村+ 岡保村 = 吉田郡藤岡村（新設）
  - 福井県坂井郡 坂井村+ 木部村 = 坂井郡坂井村（編入）
  - 福井県大野郡 上穴馬村+ 下穴馬村 = 大野郡和泉村（新設）
  - 福井県武生市+ 今立郡 味真野村 = 武生市（編入）
  - 福井県今立郡 今立町+ 岡本村 = 今立郡今立町（編入）
  - 山梨県南都留郡 船津村+ 小立村+ 大石村+ 河口村 = 南都留郡河口湖町（新設/町制）
  - 山梨県東八代郡 石和町+ 英村+ 東山梨郡 岡部村 = 東八代郡石和町（新設）
  - 山梨県西八代郡 久那土村+ 古関村+ 下部町+ 共和村 = 西八代郡下部町（新設）
  - 山梨県西八代郡 市川大門町+ 大同村の一部 = 西八代郡市川大門町（編入）
  - 山梨県南巨摩郡 鰍沢町+ 西八代郡 大同村の一部 = 南巨摩郡鰍沢町（編入）
  - 山梨県北巨摩郡 高根村+ 清里村 = 北巨摩郡高根村（編入）
  - 山梨県北巨摩郡 須玉町+ 江草村 = 北巨摩郡須玉町（編入）
  - 山梨県中巨摩郡 竜王村+ 玉幡村 = 中巨摩郡竜王町（新設/町制）
  - 山梨県南巨摩郡 五箇村+ 都川村+ 三里村+ 硯島村+ 本建村+ 西山村 = 南巨摩郡早川町（新設/町制）
  - 長野県小県郡 丸子町+ 塩川村 = 小県郡丸子町（編入）
  - 長野県小県郡 豊里村+ 殿城村 = 小県郡豊殿村（新設）
  - 長野県上田市+ 小県郡 神川村+ 泉田村 = 上田市（編入）
  - 長野県上伊那郡 辰野町+ 川島村 = 上伊那郡辰野町（編入）
  - 長野県上水内郡 信濃村+ 古間村+ 信濃尻村 = 上水内郡信濃町（新設/町制）
  - 長野県小県郡 長久保新町+ 長窪古町+ 大門村 = 小県郡長門町（新設）
  - 長野県南佐久郡 佐久町+ 大日向村 = 南佐久郡佐久町（編入）
  - 長野県南佐久郡 田口村+ 青沼村 = 南佐久郡田口青沼村（新設）
  - 長野県南佐久郡 北牧村+ 小海村 = 南佐久郡小海町（新設/町制）
  - 長野県南佐久郡 畑八村+ 穂積村 = 南佐久郡八千穂村（新設）
  - 長野県下水内郡 豊井村+ 永田村 = 下水内郡豊田村（新設）
  - 長野県飯山市+ 下水内郡 太田村+ 岡山村 = 飯山市（編入）
  - 長野県飯田市+ 下伊那郡 座光寺村+ 松尾村+ 龍丘村+ 三穂村+ 伊賀良村+ 山本村+ 下久堅村 = 飯田市（新設）
  - 長野県下伊那郡 会地村+ 智里村+ 伍和村 = 下伊那郡阿智村（新設）
  - 長野県下伊那郡 平岡村+ 神原村 = 下伊那郡天龍村（新設）
  - 長野県上伊那郡 高遠町+ 長藤村+ 三義村 = 上伊那郡高遠町（新設）
  - 長野県上伊那郡 飯島町+ 七久保村 = 上伊那郡飯島町（新設）
  - 長野県下高井郡 堺村+ 下水内郡 水内村 = 下水内郡栄村（新設）
  - 長野県下高井郡 野沢温泉村+ 市川村 = 下高井郡野沢温泉村（新設）
  - 長野県更級郡 大岡村+ 牧郷村の一部 = 更級郡大岡村（編入）
  - 長野県上水内郡 信州新町+ 更級郡 牧郷村の一部 = 上水内郡信州新町（編入）
  - 長野県更級郡 昭和村+ 川中島村 = 更級郡川中島町（新設/町制）
  - 長野県上高井郡 高井村+ 山田村 = 上高井郡高山村（新設）
  - 長野県北佐久郡 御代田村+ 小沼村+ 伍賀村 = 北佐久郡御代田町（新設/町制）
  - 長野県埴科郡 松代町+ 西条村 = 埴科郡松代町（編入）
  - 長野県埴科郡 屋代町+ 倉科村 = 埴科郡屋代町（編入）
  - 長野県北安曇郡 神城村+ 北城村 = 北安曇郡白馬村（新設）
  - 長野県東筑摩郡 明科町+ 北安曇郡 七貴村 = 東筑摩郡明科町（新設）
  - 長野県東筑摩郡 麻績村+ 日向村 = 東筑摩郡麻績村（新設）
  - 岐阜県加茂郡 川辺町+ 下麻生町の一部 = 加茂郡川辺町（編入）
  - 岐阜県加茂郡 七宗村+ 下麻生町の一部 = 加茂郡七宗村（編入）
  - 岐阜県中津川市+ 恵那郡 落合村 = 中津川市（編入）
  - 岐阜県恵那郡 上村+ 下原田村 = 恵那郡上矢作町（新設/町制）
  - 岐阜県加茂郡 白川町+ 蘇原村+ 佐見村+ 黒川村 = 加茂郡白川町（新設）
  - 岐阜県加茂郡 八百津町+ 潮南村+ 福地村+ 久田見村 = 加茂郡八百津町（編入）
  - 岐阜県本巣郡 糸貫村+ 席田村の一部 = 本巣郡糸貫村（新設）
  - 岐阜県本巣郡 北方町+ 席田村の一部 = 本巣郡北方町（編入）
  - 岐阜県本巣郡 本巣村+ 外山村 = 本巣郡本巣村（新設）
  - 岐阜県吉城郡 坂上村+ 坂下村 = 吉城郡宮川村（新設）
  - 岐阜県揖斐郡 揖斐川町+ 養基村の一部 = 揖斐郡揖斐川町（編入）
  - 岐阜県揖斐郡 池田町+ 養基村の一部 = 揖斐郡池田町（編入）
  - 静岡県周智郡 森町+ 小笠郡 原泉村の一部+ 周智郡 三倉村 = 周智郡森町（編入）
  - 静岡県小笠郡 三笠村+ 原泉村の一部 = 小笠郡三笠村（編入）
  - 静岡県小笠郡 大須賀町+ 笠原村の一部 = 小笠郡大須賀町（編入）
  - 静岡県磐田郡 袋井町+ 小笠郡 笠原村の一部 = 磐田郡袋井町（編入）
  - 静岡県小笠郡 城東村+ 中村 = 小笠郡城東村（編入）
  - 静岡県周智郡 犬居町+ 熊切村 = 周智郡春野町（新設）
  - 静岡県磐田郡 浦川町+ 佐久間村+ 山香村+ 城西村 = 磐田郡佐久間町（新設）
  - 静岡県磐田郡 熊村+ 上阿多古村+ 下阿多古村+ 二俣町+ 光明村+ 龍川村 = 磐田郡二俣町（新設）
  - 静岡県田方郡 土肥町+ 西豆村 = 田方郡土肥町（編入）
  - 静岡県田方郡 修善寺町+ 下狩野村 = 田方郡修善寺町（編入）
  - 静岡県榛原郡 中川根村+ 志太郡 徳山村 = 榛原郡中川根村（編入）
  - 静岡県浜名郡 伊佐見村+ 和地村 = 浜名郡湖東村（新設）
  - 静岡県富士郡 芝富村+ 庵原郡 内房村 = 富士郡富原村（新設）
  - 静岡県榛原郡 上川根村+ 志太郡 東川根村 = 榛原郡本川根町（新設/町制）
  - 静岡県駿東郡 裾野町+ 深良村 = 駿東郡裾野町（編入）
  - 静岡県駿東郡 小山町+ 須走村 = 駿東郡小山町（編入）
  - 静岡県賀茂郡 宇久須村+ 安良里村 = 賀茂郡賀茂村（新設）
  - 愛知県挙母市+ 西加茂郡 高橋村 = 挙母市（編入）
  - 愛知県北設楽郡 田口町+ 段嶺村+ 名倉村+ 振草村の一部 = 北設楽郡設楽町（新設）
  - 愛知県北設楽郡 東栄町+ 振草村の一部 = 北設楽郡東栄町（編入）
  - 愛知県北設楽郡 上津具村+ 下津具村 = 北設楽郡津具村（新設）
  - 愛知県南設楽郡 鳳来町+ 海老町+ 八名郡 山吉田村 = 南設楽郡鳳来町（編入）
  - 愛知県額田郡 豊富村+ 宮崎村+ 形埜村+ 下山村の一部 = 額田郡額田町（新設/町制）
  - 愛知県東加茂郡 下山村+ 額田郡 下山村の一部 = 東加茂郡下山村（編入）
  - 愛知県中島郡 祖父江町+ 長岡村 = 中島郡祖父江町（編入）
  - 三重県多気郡 三瀬谷町+ 川添村 = 多気郡大台町（新設）
  - 三重県度会郡 滝原町+ 七保村 = 度会郡大宮町（新設）
  - 三重県三重郡 菰野町+ 鵜川原村+ 竹永村 = 三重郡菰野町（新設）
  - 三重県度会郡 玉城町+ 下外城田村 = 度会郡玉城町（編入）
  - 三重県志摩郡 大王町+ 畔名村 = 志摩郡大王町（編入）
  - 三重県安芸郡 椋本村+ 明村+ 安西村+ 雲林院村+ 河内村 = 安芸郡芸濃町（新設/町制）
  - 三重県桑名郡 長島町+ 伊曾島村 = 桑名郡長島町（編入）
  - 三重県員弁郡 石榑村+ 丹生川村 = 員弁郡石加村（新設）
  - 三重県鈴鹿郡 深伊沢村+ 庄内村 = 鈴鹿郡鈴峰村（新設）
  - 三重県鈴鹿郡 久間田村+ 椿村 = 鈴鹿郡三鈴村（新設）
  - 三重県南牟婁郡 市木村+ 尾呂志村 = 南牟婁郡市木尾呂志村（新設）
  - 滋賀県彦根市+ 犬上郡 河瀬村+ 亀山村 = 彦根市（編入）
  - 滋賀県東浅井郡 湖北町+ 朝日村 = 東浅井郡湖北町（新設）
  - 滋賀県愛知郡 日枝村+ 犬上郡 豊郷村 = 犬上郡豊郷村（新設）
  - 京都府綴喜郡 田原村+ 宇治田原村 = 綴喜郡宇治田原町（新設/町制）
  - 京都府綾部市+ 何鹿郡 佐賀村の一部 = 綾部市（編入）
  - 京都府福知山市+ 何鹿郡 佐賀村の一部 = 福知山市（編入）
  - 京都府天田郡 中夜久野村+ 下夜久野村 = 天田郡夜久野町（新設/町制）
  - 京都府中郡 峰山町+ 長善村の一部 = 中郡峰山町（編入）
  - 京都府中郡 大宮町+ 長善村の一部 = 中郡大宮町（編入）
  - 京都府亀岡市+ 船井郡 東本梅村 = 亀岡市（編入）
  - 京都府相楽郡 和束町+ 湯船村 = 相楽郡和束町（編入）
  - 大阪府南河内郡 磯長村+ 山田村 = 南河内郡太子町（新設/町制）
  - 大阪府北河内郡 門真町+ 大和田村+ 四宮村+ 二島村 = 北河内郡門真町（編入）
  - 大阪府三島郡 味舌町+ 味生村+ 鳥飼村 = 三島郡三島町（新設）
  - 大阪府泉南郡 新家村+ 信達町+ 西信達村+ 鳴滝村+ 樽井町+ 雄信達村 = 泉南郡泉南町（新設）
  - 大阪府泉南郡 尾崎町+ 西鳥取村+ 下荘村 = 泉南郡南海町（新設）
  - 大阪府中河内郡 柏原町+ 南河内郡 国分町 = 中河内郡柏原町（新設）
  - 大阪府南河内郡 石川村+ 白木村+ 河内村+ 中村 = 南河内郡河南町（新設/町制）
  - 大阪府南河内郡 平尾村+ 黒山村+ 丹南村 = 南河内郡美原町（新設/町制）
  - 大阪府南河内郡 千早村+ 赤阪村 = 南河内郡千早赤阪村（新設）
  - 大阪府南河内郡 古市町+ 高鷲町+ 埴生村+ 西浦村+ 駒ヶ谷村+ 丹比村 = 南河内郡南大阪町（新設）
  - 大阪府豊能郡 歌垣村+ 田尻村+ 西能勢村 = 豊能郡能勢町（新設/町制）
  - 大阪府豊能郡 吉川村+ 東能勢村 = 豊能郡東能勢村（新設）
  - 大阪府高槻市+ 三島郡 富田町 = 高槻市（編入）
  - 大阪府泉北郡 福泉町+ 美木多村 = 泉北郡福泉町（編入）
  - 兵庫県宍粟郡 西谷村+ 奥谷村 = 宍粟郡波賀町（新設/町制）
  - 兵庫県宍粟郡 一宮町+ 三方村+ 繁盛村 = 宍粟郡一宮町（新設）
  - 兵庫県有馬郡 三田町+ 三輪町+ 広野村+ 小野村+ 高平村 = 有馬郡三田町（新設）
  - 兵庫県出石郡 合橋村+ 高橋村+ 資母村 = 出石郡但東町（新設/町制）
  - 兵庫県津名郡 都志町+ 鮎原村+ 広石村+ 鳥飼村+ 三原郡 堺村 = 津名郡五色町（新設）
  - 兵庫県高砂市+ 印南郡 阿弥陀村+ 米田町の一部 = 高砂市（編入）
  - 兵庫県加古川市+ 印南郡 米田町の一部+ 東神吉村+ 西神吉村 = 加古川市（編入）
  - 兵庫県養父郡 広谷町+ 建屋村 = 養父郡明神町（新設）
  - 兵庫県養父郡 南但町+ 朝来郡 和田山町+ 竹田町 = 朝来郡和田山町（新設）
  - 奈良県桜井市+ 磯城郡 上之郷村 = 桜井市（編入）
  - 奈良県磯城郡 多村+ 川東村+ 平野村+ 都村+ 田原本町 = 磯城郡田原本町（新設）
  - 奈良県大和高田市+ 北葛城郡 陵西村 = 大和高田市（編入）
  - 奈良県吉野郡 下市町+ 丹生村 = 吉野郡下市町（編入）
  - 奈良県添上郡 東山村+ 山辺郡 波多野村+ 豊原村 = 山辺郡山添村（新設）
  - 和歌山県那賀郡 岩出町+ 山崎村+ 根来村+ 上岩出村+ 小倉村の一部 = 那賀郡岩出町（新設）
  - 和歌山県東牟婁郡 小口村+ 三津ノ村+ 九重村+ 玉置口村+ 敷屋村の一部 = 東牟婁郡熊野川町（新設/町制）
  - 和歌山県東牟婁郡 三里村+ 本宮村+ 四村+ 請川村+ 敷屋村の一部 = 東牟婁郡本宮町（新設/町制）
  - 和歌山県新宮市+ 東牟婁郡 高田村 = 新宮市（編入）
  - 和歌山県西牟婁郡 中芳養村+ 上芳養村+ 秋津川村+ 上秋津村+ 三栖村+ 長野村 = 西牟婁郡牟婁町（新設/町制）
  - 和歌山県西牟婁郡 生馬村+ 朝来村 = 西牟婁郡富田川町（新設/町制）
  - 和歌山県西牟婁郡 市ノ瀬村+ 岩田村+ 鮎川村の一部 = 西牟婁郡上富田町（境界変更/新設/町制）
  - 和歌山県西牟婁郡 栗栖川村+ 二川村+ 近野村+ 富里村の一部 = 西牟婁郡中辺路町（境界変更/新設/町制）
  - 和歌山県西牟婁郡 三川村+ 富里村+ 鮎川村 = 西牟婁郡大塔村（新設）
  - 和歌山県西牟婁郡 東富田村+ 北富田村 = 西牟婁郡富田村（新設）
  - 和歌山県那賀郡 粉河町+ 鞆淵村 = 那賀郡粉河町（編入）
  - 和歌山県日高郡 印南町+ 稲原村 = 日高郡印南町（新設）
  - 和歌山県日高郡 切目村+ 切目川村の一部 = 日高郡切目川村（新設）
  - 和歌山県日高郡 真妻村+ 切目川村の一部 = 日高郡安住村（新設）
  - 島根県大田市+ 邇摩郡 大森町+ 五十猛村+ 大屋村+ 邑智郡 祖式村の一部 = 大田市（編入）
  - 島根県邑智郡 川本町+ 祖式村の一部 = 邑智郡川本町（編入）
  - 島根県鹿足郡 六日市町+ 七日市村 = 鹿足郡六日市町（編入）
  - 島根県簸川郡 岐久村+ 田儀村 = 簸川郡多伎村（新設）
  - 岡山県赤磐郡 吉井町+ 仁堀村+ 布都美村の一部 = 赤磐郡吉井町（編入）
  - 岡山県御津郡 御津町+ 赤磐郡 布都美村の一部 = 御津郡御津町（編入）
  - 岡山県赤磐郡 赤坂町+ 布都美村の一部 = 赤磐郡赤坂町（編入）
  - 岡山県川上郡 富家村+ 平川村+ 湯野村 = 川上郡備中町（新設/町制）
  - 岡山県真庭郡 湯原町+ 二川村 = 真庭郡湯原町（新設）
  - 広島県安芸郡 畑賀村+ 中野村+ 瀬野村 = 安芸郡瀬野川町（新設/町制）
  - 広島県安芸郡 海田市町+ 東海田町 = 安芸郡海田町（新設）
  - 広島県安芸郡 向村+ 上蒲刈島村 = 安芸郡蒲刈町（新設/町制）
  - 広島県佐伯郡 廿日市町+ 平良村+ 原村+ 宮内村+ 地御前村 = 佐伯郡廿日市町（新設）
  - 広島県佐伯郡 砂谷村+ 水内村+ 上水内村 = 佐伯郡湯来町（新設/町制）
  - 広島県佐伯郡 三高村+ 沖村 = 佐伯郡沖美町（新設/町制）
  - 広島県山県郡 加計町+ 安野村 = 山県郡加計町（新設）
  - 広島県山県郡 八幡村+ 雄鹿原村+ 中野村+ 美和村 = 山県郡芸北町（新設/町制）
  - 広島県高田郡 川根村+ 船佐村+ 来原村 = 高田郡高宮町（新設/町制）
  - 広島県高田郡 井原村+ 志屋村+ 高南村+ 三田村 = 高田郡白木町（新設/町制）
  - 広島県賀茂郡 河内町+ 入野村 = 賀茂郡河内町（編入）
  - 広島県賀茂郡 西条町+ 豊田郡 賀永村の一部 = 賀茂郡西条町（編入）
  - 広島県豊田郡 竹原町+ 吉名村+ 賀永村の一部 = 豊田郡竹原町（編入）
  - 広島県三原市+ 豊田郡 幸崎町+ 鷺浦村 = 三原市（編入）
  - 広島県府中市+ 御調郡 諸田村+ 芦品郡 河佐村 = 府中市（編入）
  - 広島県深安郡 加茂町+ 加法村の一部 = 深安郡加茂町（編入）
  - 広島県芦品郡 駅家町+ 深安郡 加法村の一部 = 芦品郡駅家町（編入）
  - 広島県福山市+ 深安郡 引野村+ 市村+ 千田村+ 御幸村+ 沼隈郡 津之郷村+ 赤坂村+ 瀬戸村+ 熊野村+ 水呑町+ 鞆町 = 福山市（編入）
  - 広島県三次市+ 双三郡 川地村 = 三次市（編入）
  - 山口県柳井市+ 熊毛郡 伊保庄村 = 柳井市（編入）
  - 山口県厚狭郡 厚狭町+ 埴生町 = 厚狭郡山陽町（新設）
  - 山口県玖珂郡 美和村+ 坂上村 = 玖珂郡美和町（新設/町制）
  - 山口県熊毛郡 三丘村+ 高水村+ 勝間村+ 八代村 = 熊毛郡熊毛町（新設/町制）
  - 徳島県小松島市+ 那賀郡 坂野町 = 小松島市（編入）
  - 徳島県那賀郡 宮浜村+ 平谷村 = 那賀郡上那賀村（新設）
  - 徳島県鳴門市+ 板野郡 北灘村 = 鳴門市（編入）
  - 徳島県那賀郡 延野村+ 日野谷村+ 相生村 = 那賀郡相生町（新設/町制）
  - 徳島県三好郡 池田町+ 箸蔵村 = 三好郡池田町（編入）
  - 徳島県三好郡 山城谷村+ 三名村 = 三好郡山城町（改称/編入/町制）
  - 徳島県那賀郡 今津村+ 平島村 = 那賀郡那賀川町（新設/町制）
  - 徳島県美馬郡 貞光町+ 端山村 = 美馬郡貞光町（新設）
  - 徳島県海部郡 赤河内村+ 日和佐町 = 海部郡日和佐町（町制/編入/改称）
  - 徳島県美馬郡 半田町+ 八千代村 = 美馬郡半田町（新設）
  - 香川県仲多度郡 満濃町+ 綾歌郡 長炭村 = 仲多度郡満濃町（編入）
  - 香川県観音寺市+ 三豊郡 一ノ谷村+ 伊吹村 = 観音寺市（編入）
  - 香川県仲多度郡 多度津町+ 高見島村+ 佐柳島村 = 仲多度郡多度津町（編入）
  - 香川県香川郡 由佐村+ 池西村 = 香川郡香南町（新設/町制）
  - 香川県香川郡 安原村+ 塩江村+ 上西村 = 香川郡塩江町（新設/町制）
  - 香川県大川郡 志度町+ 鴨部村 = 大川郡志度町（編入）
  - 香川県木田郡 三木町+ 井戸村 = 木田郡三木町（編入）
  - 香川県高松市+ 木田郡 前田村+ 川添村+ 林村+ 三谷村+ 香川郡 仏生山町+ 香西町+ 一宮村+ 多肥村+ 川岡村+ 円座村+ 檀紙村+ 弦打村+ 上笠居村+ 下笠居村+ 雌雄島村 = 高松市（編入）
  - 愛媛県温泉郡 荏原村+ 坂本村 = 温泉郡久谷村（新設）
  - 愛媛県南宇和郡 御荘町+ 南内海村 = 南宇和郡御荘町（新設）
  - 高知県長岡郡 後免町+ 上倉村+ 瓶岩村+ 久礼田村+ 国府村+ 長岡村 = 長岡郡後免町（新設）
  - 高知県長岡郡 大篠村+ 三和村+ 稲生村+ 十市村+ 香美郡 日章村+ 前浜村 = 長岡郡香長村（新設）
  - 高知県香美郡 槇山村+ 上韮生村 = 香美郡物部村（新設）
  - 高知県吾川郡 平和村+ 西分村+ 仁西村+ 森山村+ 弘岡上ノ村+ 弘岡中ノ村+ 弘岡下ノ村 = 吾川郡春野村（新設）
  - 高知県高岡郡 上半山村+ 下半山村 = 高岡郡葉山村（新設）
  - 福岡県京都郡 犀川町+ 城井村+ 伊良原村 = 京都郡犀川町（編入）
  - 福岡県田川郡 香春町+ 勾金村+ 採銅所村 = 田川郡香春町（新設）
  - 福岡県山門郡 瀬高町+ 東山村 = 山門郡瀬高町（編入）
  - 福岡県三潴郡 筑邦町+ 大善寺町 = 三潴郡筑邦町（編入）
  - 福岡県糟屋郡 久原村+ 山田村 = 糟屋郡久山町（新設/町制）
  - 佐賀県佐賀郡 川副町+ 西川副村 = 佐賀郡川副町（編入）
  - 佐賀県佐賀郡 小関村+ 小城郡 南山村+ 北山村 = 佐賀郡富士村（新設）
  - 佐賀県東松浦郡 浜崎町+ 玉島村 = 東松浦郡浜崎玉島町（新設）
  - 佐賀県東松浦郡 名護屋村+ 打上村 = 東松浦郡鎮西町（新設/町制）
  - 佐賀県東松浦郡 値賀村+ 有浦村 = 東松浦郡玄海町（新設/町制）
  - 佐賀県小城郡 牛津町+ 砥川村の一部 = 小城郡牛津町（新設）
  - 佐賀県杵島郡 江北町+ 小城郡 砥川村の一部 = 杵島郡江北町（編入）
  - 長崎県下県郡 厳原町+ 久田村+ 豆酘村+ 佐須村 = 下県郡厳原町（新設）
  - 長崎県壱岐郡 芦辺町+ 箱崎村 = 壱岐郡芦辺町（編入）
  - 長崎県南高来郡 有家町+ 堂崎村 = 南高来郡有家町（新設）
  - 長崎県南松浦郡 魚目村+ 北魚目村 = 南松浦郡新魚目町（新設/町制）
  - 熊本県天草郡 苓北町+ 都呂々村 = 天草郡苓北町（編入）
  - 熊本県阿蘇郡 柏村+ 菅尾村+ 馬見原町 = 阿蘇郡蘇陽町（新設）
  - 熊本県宇土郡 不知火村+ 松合町 = 宇土郡不知火町（新設）
  - 熊本県飽託郡 河内村+ 芳野村 = 飽託郡河内芳野村（新設）
  - 熊本県飽託郡 中緑村+ 銭塘村+ 内田村+ 奥古閑村+ 海路口村+ 川口村 = 飽託郡天明村（新設）
  - 熊本県玉名郡 腹赤村+ 六栄村 = 玉名郡腹栄村（新設）
  - 宮崎県西臼杵郡 高千穂町+ 田原村+ 岩戸村の一部 = 西臼杵郡高千穂町（新設）
  - 宮崎県西臼杵郡 日の影町+ 岩戸村の一部 = 西臼杵郡日之影町（編入/改称）
  - 宮崎県東諸県郡 本庄町+ 八代村 = 東諸県郡国富町（新設）
  - 鹿児島県川内市+ 薩摩郡 永利村+ 高江村 = 川内市（編入）
  - 鹿児島県日置郡 阿多村+ 田布施村 = 日置郡金峰町（新設/町制）
  - 鹿児島県日置郡 郡山村+ 下伊集院村の一部 = 日置郡郡山町（編入/町制）
  - 鹿児島県日置郡 東市来町+ 下伊集院村の一部 = 日置郡東市来町（編入）
  - 鹿児島県日置郡 日吉町+ 下伊集院村の一部 = 日置郡日吉町（編入）
  - 鹿児島県日置郡 伊集院町+ 下伊集院村の一部 = 日置郡伊集院町（新設）

## 10月
- 10月1日
  - 千葉県市川市+ 東葛飾郡 南行徳町 = 市川市（編入）
  - 広島県呉市+ 安芸郡 天応町+ 昭和村+ 賀茂郡 郷原村 = 呉市（編入）

## 11月
- 11月1日
  - 広島県広島市+ 佐伯郡 井口村 = 広島市（編入）
- 11月3日
  - 山口県山口市+ 吉敷郡 鋳銭司村 = 山口市（編入）

## 12月
- 12月1日
  - 大阪府豊能郡 箕面町+ 三島郡 豊川村 = 箕面市（編入/市制）
- 12月19日
  - 新潟県柏崎市+ 中頸城郡 米山村 = 柏崎市（編入）
- 12月23日
  - 山形県山形市+ 南村山郡 蔵王村+ 村木沢村+ 柏倉門伝村+ 本沢村 = 山形市（編入）